# George Nugent (1er marquis de Westmeath)
George Thomas John Nugent, 1er marquis de Westmeath (17 juillet 1785 - 5 mai 1871), titré comte de Westmeath entre 1814 et 1821, est un pair irlandais.

## Biographie
Il est né à Clonyn, comté de Westmeath, fils de George Nugent et de Maryanne, fille du major James St. John Jefferyes et d'Arabella Jeffereyes. Ses parents divorcent en 1796 après la découverte par son père de la relation entre sa mère et Augustus Cavendish-Bradshaw, ce qui a également donné lieu à une action en justice pour conversation criminelle. Ses deux parents sont rapidement remariés, sa mère avec son amant et son père avec Elizabeth Moore, fille de Charles Moore (1er marquis de Drogheda).
Il succède à son père au comté en 1814. En 1822, il est créé marquis de Westmeath dans la pairie d'Irlande. S'agissant de pairies irlandaises, ils ne lui donnent pas droit à un siège automatique à la Chambre des lords. Cependant, en 1831, il est élu représentant irlandais. La même année, il est également nommé lord-lieutenant de Westmeath, poste qu'il occupe jusqu'à sa mort.

## Famille
Lord Westmeath se marie trois fois. Il épouse d'abord le 29 mai 1812 Emily Cecil (en), fille de James Cecil, et Emily Mary Hill. Ils ont deux enfants :
- William Henry Wellington Nugent Brydges, Lord Delvin (24 novembre 1818 – 16 novembre 1819)
- Rosa Emily Mary Anne Nugent (1814 – 1883), mariée à Fulke Greville-Nugent.

Lord Westmeath et Lady Emily divorcent en 1827. Ils se sont séparés, se sont réconciliés, puis ont effectué une deuxième séparation de corps. Ses efforts infructueux pour obtenir la garde de sa fille la poussent plus tard à faire campagne pour une réforme de la loi. Il épouse ensuite Maria Jervis le 18 février 1858. Ils divorcent en 1862. Il épouse, enfin, Elizabeth Charlotte Verner, fille de David Verner et nièce de William Verner, le 12 juillet 1864.
Il a également une fille illégitime, Eliza Nugent (c. 1806 - 14 septembre 1877), qui épouse Alfred Harley, 6e comte d'Oxford et Mortimer.
Lord Westmeath meurt en mai 1871, à l'âge de 85 ans, provoquant l'extinction du titre de marquis. Ses deux demi-frères, Robert et Thomas, l'ont précédé dans la tombe, sans aucun descendant. Son parent, Anthony Nugent, de la branche cadette de la famille qui porte le titre de baron Nugent de Riverston, lui succède. La marquise de Westmeath est décédée en septembre 1882 .